# Death Spells
Death Spells — американская диджитал-хардкор группа, созданная в 2012 году ритм-гитаристом My Chemical Romance Фрэнком Айеро и клавишником The Get Up Kids Джеймсом Дьюисом, которые также ранее вместе играли в Leathermouth.

## История
В 2012 году Фрэнк Айеро и Джеймс Дьюис делили квартиру в Лос-Анджелесе, когда My Chemical Romance работали в студии. В своем интервью Фрэнк Айеро рассказал о том, что вначале они не отнеслись к своему проекту серьёзно. Однако позже в сети стали появляться демо-записи песен — примечательно, что группа загружала их каждый день в полночь. После распада My Chemical Romance Death Spells отправились в гастроли по США, также выступая в поддержку Mindless Self Indulgence. Несмотря на то, что релиз полноценного альбома планировался на конец 2013 года, он вышел 29 июля 2016 года, и был назван Nothing Above, Nothing Below. Хотя Death Spells долгое время были неактивны, летом 2016 года Фрэнк Айеро объявил тур в рамках выхода нового альбома. Группа выступила в Англии, Москве и Нью-Йорке.
Тексты Death Spells основываются на личном опыте и переживаниях фронтмена. Многие отмечали, что у группы «довольно темные тексты», странные метафоры, также часто употребляются сравнения и эпитеты с использованием названий медицинских препаратов (барбитурат, эсциталопрам, алпразолам и т.д.).
Сразу после тура Айеро объявил, что Death Spells будут выступать вместе с его группой Frank Iero and the Patience. Примечательно, что раннее в Твиттере на твит фаната «если бы Death Spells были на разогреве у FIATP, я бы умерла от счастья», Фрэнк ответил «тогда бы у меня отвалилось горло».
В сентябре 2016 Death Spells выступили на ежегодном музыкальном фестивале Riot Fest в Чикаго и Денвере.

## Состав
- Фрэнк Айеро — ведущий вокал, программирование (2012–13, 2016)
- Джеймс Дьюис — программирование, клавишные (2012–13, 2016)

## Дискография

### Полнофрматные альбомы
- Nothing Above, Nothing Below (2016)

### Мини-альбомы
- Choke On One Another / Sunday Came Undone (2013)